# Punta de Parra

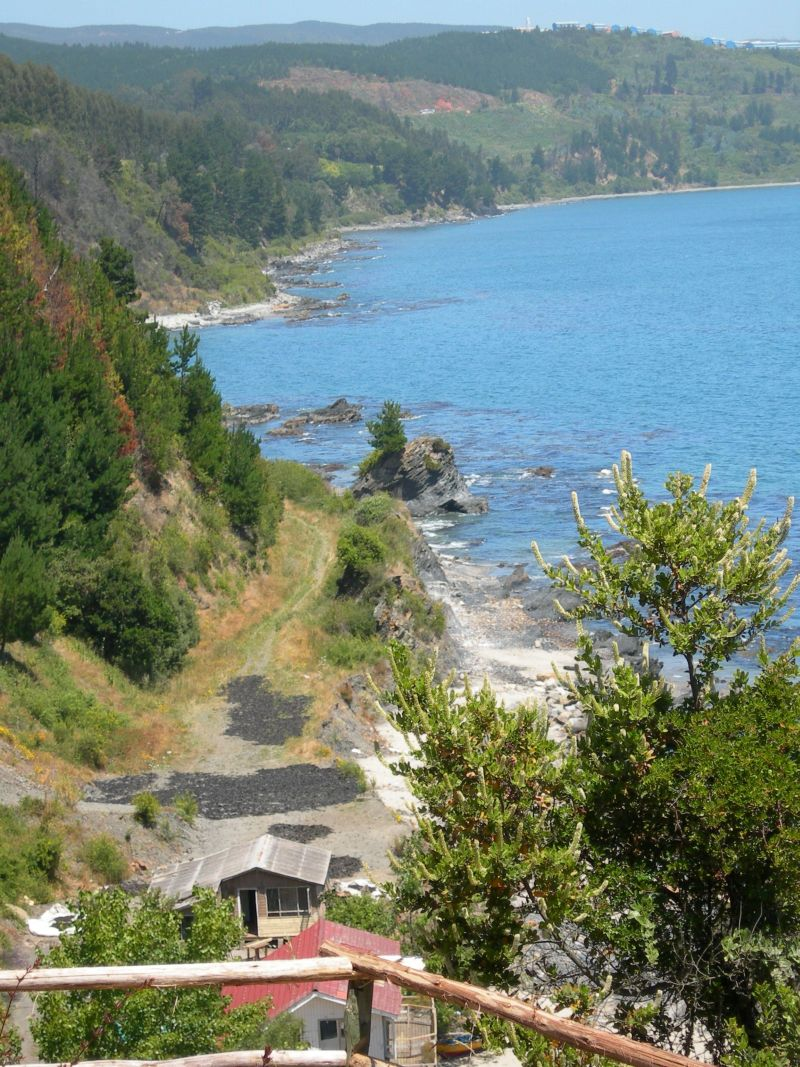
Punta de Parra.

Punta de Parra es un Pueblo costero de Chile, ubicada en la comuna de Tomé, provincia de Concepción, Región del Biobío. (Se ubica a 6 km de Tome y a 23 km de Concepción) Se emplaza al borde de la Ruta CH-150 Concepción-Tomé.
Su actividad principal es la forestal, con plantas de aserrío y trozado de madera.
Posee la escuela básica "Punta de Parra" F-447, Club Deportivo e instalaciones de cumplimiento penitenciario pertenecientes a Gendarmería de Chile.
El balneario Punta de Parra es uno de los atractivos turísticos del lugar, con una vista panorámica de la bahía de Concepción, y que está ubicado a 2 kilómetros de la Población que lleva el mismo nombre. Es de gran atractivo natural, rodeado de vegetación, arena blanca y gruesa, de calmadas aguas cristalinas, que la hacen apta para la natación y deportes náuticos. La entrada principal se hace a través de un recinto privado cuyo acceso es pagado, existiendo además un sendero desde el barrio Bellavista de Tomé, legado del ferrocarril proveniente del ramal Rucapequén, ampliamente utilizado por vehículos, ciclistas y peatones.

## Historia
En 1751, la noche del 23 de mayo, un terremoto y maremoto destruyó gran parte de la ciudad de Concepción, emplazada en lo que hoy es Penco. El 1 de septiembre de 1751 el gobernador de Chile, Domingo Ortiz de Rozas, ordena al corregidor de Concepción, maestre de campo don Francisco de Navarte (sic) convocar a un cabildo abierto para que los vecinos definieran si se debía refundar Concepción en el mismo lugar o trasladarla a otro más seguro.
Los vecinos propusieron cuatro lugares para el traslado y se realizó una votación en sobre cerrado el 19 de octubre. Los resultados fueron 68 votos para la Loma de Parra (como era conocido Punta de Parra en aquel entonces), 23 votos para el Valle de la Mocha, 23 votos para La Rinconada, y 20 votos para Loma de Landa. Aunque Punta de Parra era el lugar escogido para refundar Concepción, el gobernador Ortiz de Rozas, tras varios análisis realizados bajo su orden, consideró que dicho sitio, pese a su elevación "segura", era "estrecho" e "inadecuado", puesto que la falta de tecnología de la época no permitía el abastecimiento de agua desde los riachuelos situados a alturas muy inferiores a la elevación del terreno. Por lo tanto, Rozas anuló los resultados de la votación y, el 25 de diciembre de 1751, promulgó el bando por el cual establece que el traslado se realizará al Valle de la Mocha.

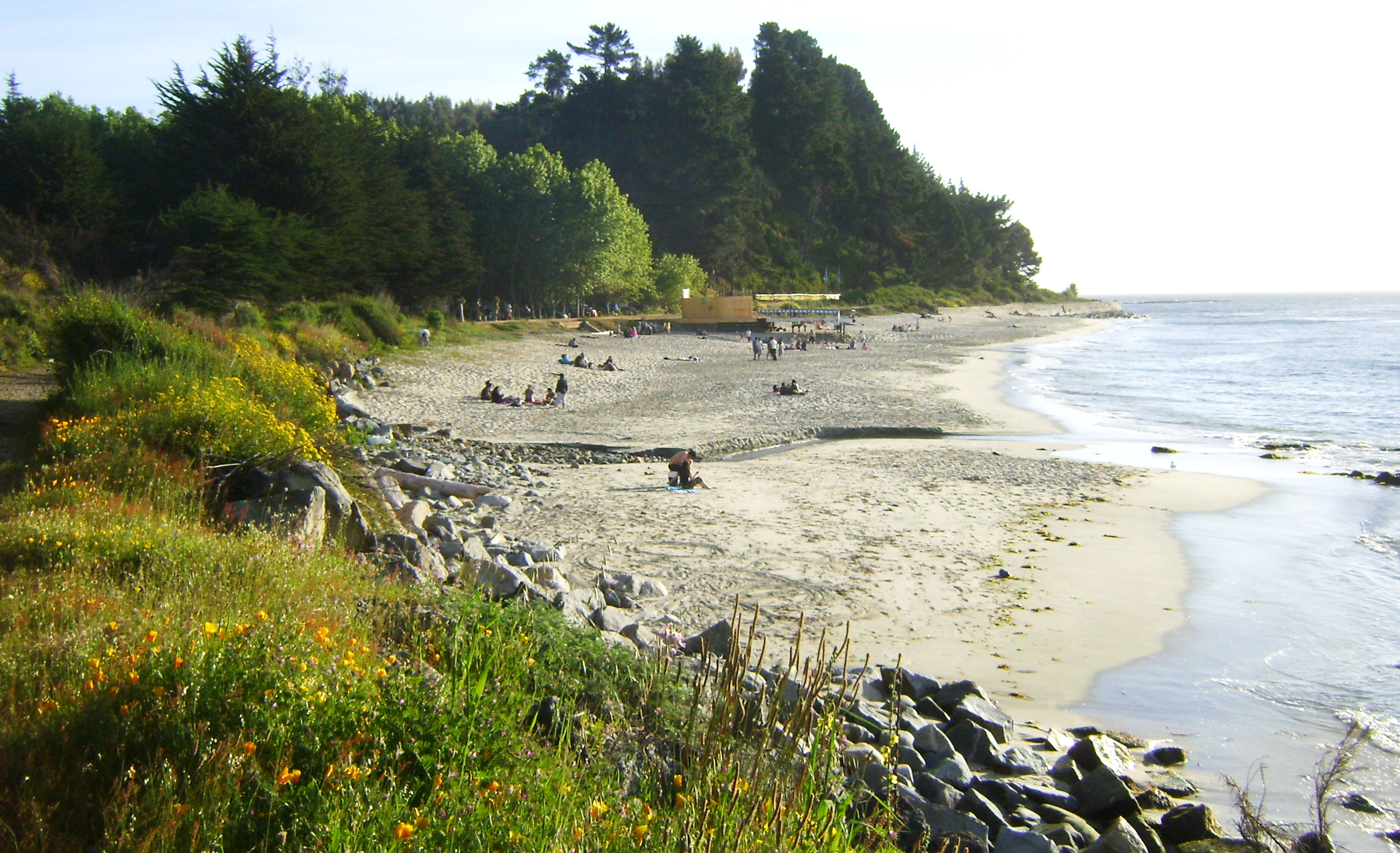
Playa de Punta de Parra